# Juan Meza
Juan Meza (* 18. März 1956 in Mexicali, Mexiko als Jesús Fernández; † 20. Juli 2023) war ein mexikanischer Profiboxer. Von November 1984 bis August 1985 war er Weltmeister der WBC im Superbantamgewicht.

## Boxkarriere
Juan Meza wurde von Jimmy Montoya gemanagt und trainiert. Sein Profidebüt gab er am 23. September 1977 im Alter von 21 Jahren. Bis 1982 bestritt er 41 Kämpfe mit 37 Siegen, davon 31 durch KO oder TKO, ehe er am 27. März 1982 beim Kampf um die WBC-Weltmeisterschaft im Superbantamgewicht durch TKO in der sechsten Runde, und damit erstmals vorzeitig, gegen den späteren Hall of Famer Wilfredo Gómez unterlag. Meza wurde nach schweren Treffern vom Ringrichter stehend aus dem Kampf genommen. Vor dem Kampf war er bereits auf Platz 2 der WBC-Rangliste der Herausforderer geführt worden.
Gómez legte den Titel im Februar 1983 nieder, um die Gewichtsklasse zu wechseln. Nächster Titelträger wurde im Juni 1983 Jaime Garza, der sich beim Kampf um den nun vakanten Titel durch TKO gegen Bobby Berna durchgesetzt hatte. Meza erkämpfte sich durch vier Siege eine erneute WM-Chance und besiegte dabei am 3. November 1984 Jaime Garza (Kampfbilanz: 40-0, 38 KO) durch KO in der ersten Runde, nachdem er zuvor selbst am Boden gewesen war.
Am 19. April 1985 gewann er in seiner ersten Titelverteidigung durch TKO in der sechsten Runde gegen Mike Ayala, verlor den WBC-Titel dann jedoch in seinem nächsten Kampf am 18. August 1985 durch eine Punktniederlage an Lupe Pintor. Im Laufe des Kampfes ging Meza dreimal zu Boden. Pintor wurde im Januar 1986 von Samart Payakaroon entthront, welcher den Titel am 10. Dezember 1986 erstmals gegen Juan Meza verteidigte und durch TKO in der zwölften Runde gewann.
Meza beendete seine Karriere 1987, kehrte jedoch zehn Jahre später in den Ring zurück und bestritt seinen letzten Kampf am 22. März 1997 im Alter von 41 Jahren.
Juan Meza starb im Juli 2023 im Alter von 67 Jahren.